# Lemainville
Lemainville és un municipi francès situat al departament de Meurthe i Mosel·la i a la regió del Gran Est. L'any 2007 tenia 326 habitants.

## Demografia

### Població
El 2007 la població de fet de Lemainville era de 326 persones. Hi havia 130 famílies, de les quals 31 eren unipersonals (8 homes vivint sols i 23 dones vivint soles), 42 parelles sense fills, 46 parelles amb fills i 11 famílies monoparentals amb fills.
La població ha evolucionat segons el següent gràfic:
Habitants censats

### Habitatges
El 2007 hi havia 141 habitatges, 129 eren l'habitatge principal de la família, 4 eren segones residències i 7 estaven desocupats. 131 eren cases i 10 eren apartaments. Dels 129 habitatges principals, 110 estaven ocupats pels seus propietaris, 18 estaven llogats i ocupats pels llogaters i 1 estava cedit a títol gratuït; 1 tenia una cambra, 2 en tenien dues, 12 en tenien tres, 29 en tenien quatre i 85 en tenien cinc o més. 101 habitatges disposaven pel capbaix d'una plaça de pàrquing. A 53 habitatges hi havia un automòbil i a 64 n'hi havia dos o més.

### Piràmide de població
La piràmide de població per edats i sexe el 2009 era:
| Homes | Edats   | Dones |
| ----- | ------- | ----- |
| 0     | 95 o +  | 0     |
| 0     | 90 a 94 | 0     |
| 0     | 85 a 89 | 0     |
| 0     | 80 a 84 | 4     |
| 0     | 75 a 79 | 16    |
| 8     | 70 a 74 | 0     |
| 8     | 65 a 69 | 12    |
| 0     | 60 a 64 | 4     |
| 12    | 55 a 59 | 8     |
| 8     | 50 a 54 | 12    |
| 24    | 45 a 49 | 16    |
| 8     | 40 a 44 | 12    |
| 20    | 35 a 39 | 20    |
| 4     | 30 a 34 | 4     |
| 8     | 25 a 29 | 16    |
| 12    | 20 a 24 | 0     |
| 12    | 15 a 19 | 28    |
| 20    | 10 a 14 | 12    |
| 4     | 5 a 9   | 12    |
| 20    | 0 a 4   | 12    |

## Economia
El 2007 la població en edat de treballar era de 213 persones, 160 eren actives i 53 eren inactives. De les 160 persones actives 152 estaven ocupades (85 homes i 67 dones) i 9 estaven aturades (5 homes i 4 dones). De les 53 persones inactives 29 estaven jubilades, 14 estaven estudiant i 10 estaven classificades com a «altres inactius».

### Ingressos
El 2009 a Lemainville hi havia 136 unitats fiscals que integraven 361 persones, la mediana anual d'ingressos fiscals per persona era de 20.292 €.

### Activitats econòmiques
Dels 4 establiments que hi havia el 2007, 1 era d'una empresa d'hostatgeria i restauració, 2 d'empreses d'informació i comunicació i 1 d'una empresa classificada com a «altres activitats de serveis».
L'any 2000 a Lemainville hi havia 6 explotacions agrícoles.

## Poblacions més properes
El següent diagrama mostra les poblacions més properes.